# Dunkl Nepomuk János
Dunkl Nepomuk János (eredeti neve: Johann Nep. Dunkl) (Bécs, 1832. augusztus 6. – Budapest, 1910. január 29.) osztrák származású magyar zongoraművész, zeneműkiadó és koncertszervező. Liszt Ferenc tanítványa, barátja és kiadója, valamint a Rózsavölgyi és Társa vezetője és tulajdonosa volt. Cége főképp zeneművek és kották forgalmazásával foglalkozott.

## Élete

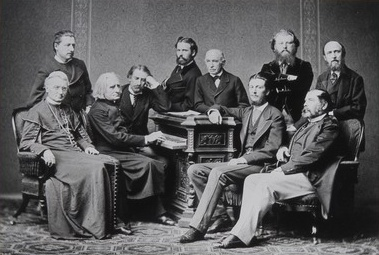
Liszt 50 éves jubileuma. Az álló sor jobb szélén Dunkl N. János. (Kozmata Ferenc fotója)

Szülei csecsemőkorában települtek Magyarországra. Első tanárai Moravetz, Reichl és Gebauer voltak, énekelni a Pestbudai Hangászegyesületben tanult. Művészi fejlődését Anselm Winkler és Josef Merkl hatása is befolyásolta. Tanulmányait később Bécsben folytatta, ahol Franz Kärgling lett a mestere. 1845-ben Emilia Walter énekesnő javaslatára Sigismond Thalberg „Róbert ábrándja“ című művét játszva Liszt Ferenc pártfogását kérte. Liszt Anton Rubinstejnt kérte fel, hogy képezze, majd amikor 1846 elején újra Bécsben járt, személyesen foglalkozott vele, s magyarországi és keleti útjaira is magával vitte.
1848-ban visszatért Bécsbe és Navratilnál tanult, valamint Jules Eggharddal együtt Karl Czerny egyik utolsó tanítványa lett. Az 1848-as bécsi forradalom idején Liszttel együtt kiment a barikádokhoz, ahol Liszt dohányt és pénzt adott a harcolóknak és lelkesítő beszédet intézett hozzájuk. A mindössze 16 éves Dunkl elkísérte ezekre az utakra. A forradalom bukása után bujkált, majd Reviczky grófné házi zongoratanára lett, később pedig Esterházy Johannáé, akinek tanára, Elias Parish Alvars 1849-ben Bécsben elhunyt. 
1852-ben mint képzett zongoraművész visszatért Magyarországra, főleg a kamarazene területén aratott sikereket. Az 1850-es évek végén újra Bécsbe költözött. Zongoratanárként működött és a Triosoiréen kamaraegyüttesben Bachrich Zsigmond és Ferri Kletzer muzsikusokkal játszott együtt. 1860 körül Artur Grottger neves lengyel festő róla és Bachrichról közös képet készített. A három férfi egymás szomszédságában lakott.
1861-ben feleségül vette Grinzweil Josefa opera- és hangverseny-énekesnőt, házasságukból több gyermek született. Az asszony Grinzweil Norbertnek, a Rózsavölgyi és Társa cég alapító-társtulajdonosának volt a húga. 
1862-ben önálló vállalkozást alapított Bécsben. Cége adta ki Liszt Esztergomi miséjének négykezű zongorakivonatát Mosonyi Mihály kidolgozásában, valamint Goldmark Károly Sakuntala nyitányának vezér könyvét. Kiadója 1866-ban beolvadt a Rózsavölgyibe. Ekkor végleg hazatért és a kiadó egyik vezetője lett. 1890-ben Liebreich József alkalmazottal együtt megörökölte az elhunyt Grinzweil Norberttől a Rózsavölgyi és Társa cég tulajdonjogát. Ekkor fiát, Norbertet is bevette a cégvezetésbe, aki később sikeres utódja lett.
Kiterjedt hazai és külföldi kapcsolatrendszerrel rendelkezett mind a társadalmi elittel, mind a művészvilággal. Kortársai úgy tartották, hogy a hazai zeneműkiadás, a magyar zeneirodalom és hangversenyügy az ő tevékenysége által vált európai hírűvé. Javarészben neki volt köszönhető például, hogy Richter János Budapesten új irányba tudott indulni a filharmóniai társasággal. 
Az Új köztemetőben nyugszik.

## Művei
- ’Aus den Erinnerungen eines Musikers.’ Bécs, Verlag L. Rosner, 1876. 74. imslp.org

## Külső kapcsolatok
- Dunkl Nepomuk János (1832-1910) HarpPost blog
- Dunkl, Johann Nepomuk. Osterreichisches Musiklexikon Online hw.oeaw.ac.at